# Eleição municipal de Itapetininga em 2004
A eleição municipal de Itapetininga em 2004 foi o 14.º pleito eleitoral realizado na história do município. Ocorreu oficialmente em 3 de outubro e foi disputada em turno único, dado que Itapetininga por não ter 200 000 eleitores registrados e aptos ao voto, não atende ao critério eleitoral definido pelo inciso II do artigo nº 29 da Constituição Federal para a realização de um 2.º turno caso nenhum dos candidatos à prefeito alcance maioria absoluta dos votos. Neste caso, o(a) vencedor(a) é escolhido por maioria simples.
Segundo dados do Tribunal Superior Eleitoral, 84 456 eleitores compunham o eleitorado itapetiningano apto a votar para eleger 1 prefeito, 1 vice–prefeito e 11 vereadores para a Câmara Municipal em 2004.

## Candidaturas oficiais
| Candidaturas deferidas pelo TSE para a disputa eleitoral | Candidaturas deferidas pelo TSE para a disputa eleitoral | Candidaturas deferidas pelo TSE para a disputa eleitoral | Candidaturas deferidas pelo TSE para a disputa eleitoral | Candidaturas deferidas pelo TSE para a disputa eleitoral | Candidaturas deferidas pelo TSE para a disputa eleitoral | Candidaturas deferidas pelo TSE para a disputa eleitoral              | Candidaturas deferidas pelo TSE para a disputa eleitoral |
| N.º                                                      | N.º                                                      | Candidato(a) a prefeito(a)                               | Candidato(a) a prefeito(a)                               | Candidato(a) a vice-prefeito(a)                          | Candidato(a) a vice-prefeito(a)                          | Coligação                                                             | Situação                                                 |
| -------------------------------------------------------- | -------------------------------------------------------- | -------------------------------------------------------- | -------------------------------------------------------- | -------------------------------------------------------- | -------------------------------------------------------- | --------------------------------------------------------------------- | -------------------------------------------------------- |
|                                                          | 13                                                       |                                                          | Dr. Marcos Cunha (PT)                                    |                                                          | Flávio Ferrari (PT)                                      | partido isolado                                                       | Não eleito                                               |
|                                                          | 15                                                       |                                                          | Roberto Ramalho (PMDB)                                   |                                                          | Alceu Nanini (PMDB)                                      | Itapetininga com Seriedade PMDB / PTB / PSL / PMN / PSB / PRP / PCdoB | Eleito                                                   |
|                                                          | 31                                                       |                                                          | Antônio Barbosa (PHS)                                    |                                                          | Ulysses Pereira Libório (PHS)                            | partido isolado                                                       | Não eleito                                               |
|                                                          | 45                                                       |                                                          | Ricardo Barbará (PSDB)                                   |                                                          | Edson Giriboni (PV)                                      | Prosseguir PSDB / PV / PP / PDT / PTN / PL / PPS / PFL / PRTB         | Não eleito                                               |

## Resultados eleitorais

### Prefeito(a) eleito(a)
| Candidatos a prefeito      | Candidatos a prefeito    | Candidatos a vice-prefeito    | Votação | Votação     |
| Candidatos a prefeito      | Candidatos a prefeito    | Candidatos a vice-prefeito    | Total   | Porcentagem |
| -------------------------- | ------------------------ | ----------------------------- | ------- | ----------- |
|                            | Roberto Ramalho (PMDB)   | Alceu Nanini (PMDB)           | 38 256  | 56,51%      |
|                            | Ricardo Barbará (PSDB)   | Edson Giriboni (PV)           | 26 145  | 38,62%      |
|                            | Dr. Marcos Cunha (PT)    | Flávio Ferrari (PT)           | 2 627   | 3,88%       |
|                            | Antônio Barbosa (PHS)    | Ulysses Pereira Libório (PHS) | 665     | 0,98%       |
| Total de votos válidos     | Total de votos válidos   | Total de votos válidos        | 67 693  | 67 693      |
| Votos apurados             |                          |                               |         |             |
| Votos válidos              | Votos válidos            | Votos válidos                 | 67 693  | 93,20%      |
| Votos em branco            | Votos em branco          | Votos em branco               | 1 418   | 1,95%       |
| Votos nulos                | Votos nulos              | Votos nulos                   | 3 518   | 4,84%       |
| Total de votos apurados    | Total de votos apurados  | Total de votos apurados       | 72 629  | 72 629      |
| Participação do eleitorado |                          |                               |         |             |
| Comparecimentos            | Comparecimentos          | Comparecimentos               | 72 629  | 85,89%      |
| Abstenções                 | Abstenções               | Abstenções                    | 11 927  | 14,11%      |
| Total de eleitores aptos   | Total de eleitores aptos | Total de eleitores aptos      | 84 456  | 84 456      |
| Fonte: Fundação SEADE      |                          |                               |         |             |

### Vereadores (re)eleitos
No sistema proporcional, pelo qual são eleitos os vereadores, o voto dado a um candidato é primeiro considerado para o partido ao qual ele é filiado. O total de votos de um partido é que define quantas cadeiras ele terá. Definidas as cadeiras, os candidatos mais votados do partido são chamados a ocupá-las. Abaixo encontram-se os candidatos a vereador eleitos, reeleitos e os que ficaram como suplentes para a 14.ª legislatura, iniciada em 1 de janeiro de 2005 e concluída em 31 de dezembro de 2008.
| Nº    | Nome                | Partido | Coligação        | Votos Totais | Porcentagem | Situação    |
| ----- | ------------------- | ------- | ---------------- | ------------ | ----------- | ----------- |
| 12345 | Wilson do Bombeiro  | PDT     | PP / PDT / PV    | 3 201        | 4,67%       | Eleito(a)   |
| 25660 | Hiram Jr.           | PFL     | PPS / PFL / PSDB | 1 789        | 2,61%       | Reeleito(a) |
| 23456 | Jair Sene           | PPS     | PPS / PFL / PSDB | 1 479        | 2,16%       | Reeleito(a) |
| 43123 | Rafael Martins      | PV      | PP / PDT / PV    | 1 461        | 2,13%       | Reeleito(a) |
| 45677 | Jorge Cândido       | PSDB    | PPS / PFL / PSDB | 1 415        | 2,06%       | Reeleito(a) |
| 17100 | Ícaro Franci        | PSL     | PTB / PSL        | 1 316        | 1,92%       | Eleito(a)   |
| 22345 | Roberto Mosquito    | PL      | PTN / PL         | 1 261        | 1,84%       | Eleito(a)   |
| 14690 | Eduardo Tsukamoto   | PTB     | PTB / PSL        | 1 135        | 1,66%       | Suplente    |
| 45045 | Fernando Rosa       | PSDB    | PPS / PFL / PSDB | 1 075        | 1,57%       | Reeleito(a) |
| 25025 | Pastor Danilo Silva | PFL     | PPS / PFL / PSDB | 1 038        | 1,51%       | Suplente    |
| 40123 | Geraldo Macedo      | PSB     | PSB / PRP        | 1 017        | 1,48%       | Eleito(a)   |
| 23603 | Nino                | PPS     | PPS / PFL / PSDB | 985          | 1,44%       | Suplente    |
| 43333 | Benê Rolim          | PV      | PP / PDT / PV    | 970          | 1,41%       | Suplente    |
| 15500 | Marcos Nanini       | PMDB    | sem coligação    | 963          | 1,40%       | Eleito(a)   |
| 40121 | Dr. Mario           | PSB     | PSB / PRP        | 938          | 1,37%       | Suplente    |
| 17123 | Adilson Ramos       | PSL     | PTB / PSL        | 923          | 1,35%       | Suplente    |
| 45110 | Jacó Sardela        | PSDB    | PPS / PFL / PSDB | 909          | 1,33%       | Suplente    |
| 45650 | José Vicente        | PSDB    | PPS / PFL / PSDB | 909          | 1,33%       | Suplente    |
| 44600 | Laércio Cabelereiro | PRP     | PSB / PRP        | 903          | 1,32%       | Suplente    |
| 40123 | Marmo Machado       | PSB     | PSB / PRP        | 874          | 1,27%       | Suplente    |
| 17699 | Toninho Marconi     | PSL     | PTB / PSL        | 847          | 1,24%       | Suplente    |
| 15444 | Pastor Salvador     | PMDB    | sem coligação    | 824          | 1,20%       | Eleito(a)   |